# Manampoka atsimo
Manampoka atsimo is een spinnensoort uit de familie Phyxelididae binnen het monotypische geslacht Manampoka. De spin werd voor het eerst wetenschappelijk gepubliceerd in 2012 door Griswold, Wood & Carmichael.
De soort is endemisch in Madagaskar.